# Sóshartyán
Sóshartyán es un pueblo ubicado en el condado de Nógrád, Hungría.

## Superficie
Posee una superficie de 12,14 kilómetros cuadrados.

## Demografía
Hasta 2021 la población era de 924 habitantes, con una densidad de población de 76,11 habitantes por kilómetro cuadrado.